# Cartel

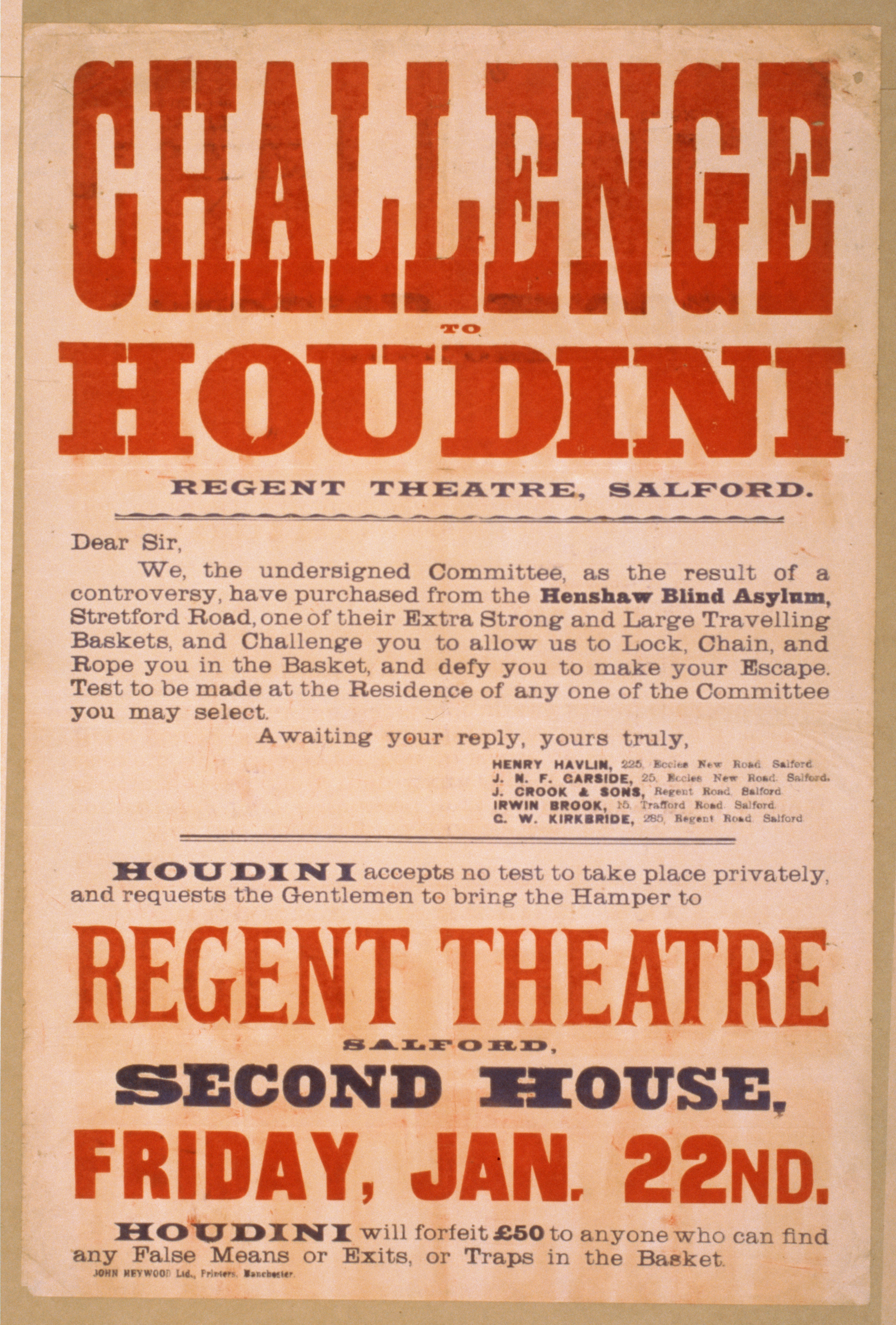
Un cartel de un espectáculo de Houdini en el Regent Theatre (Hacia 1904)

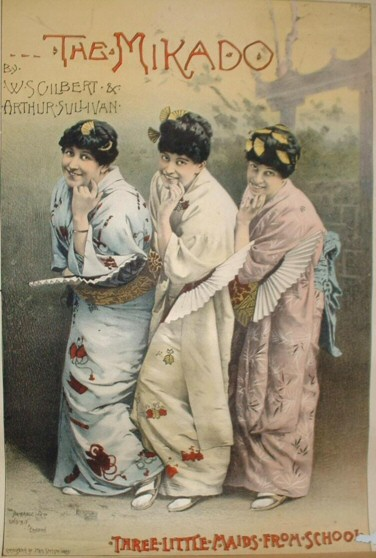
Un cartel de El Mikado (1885)

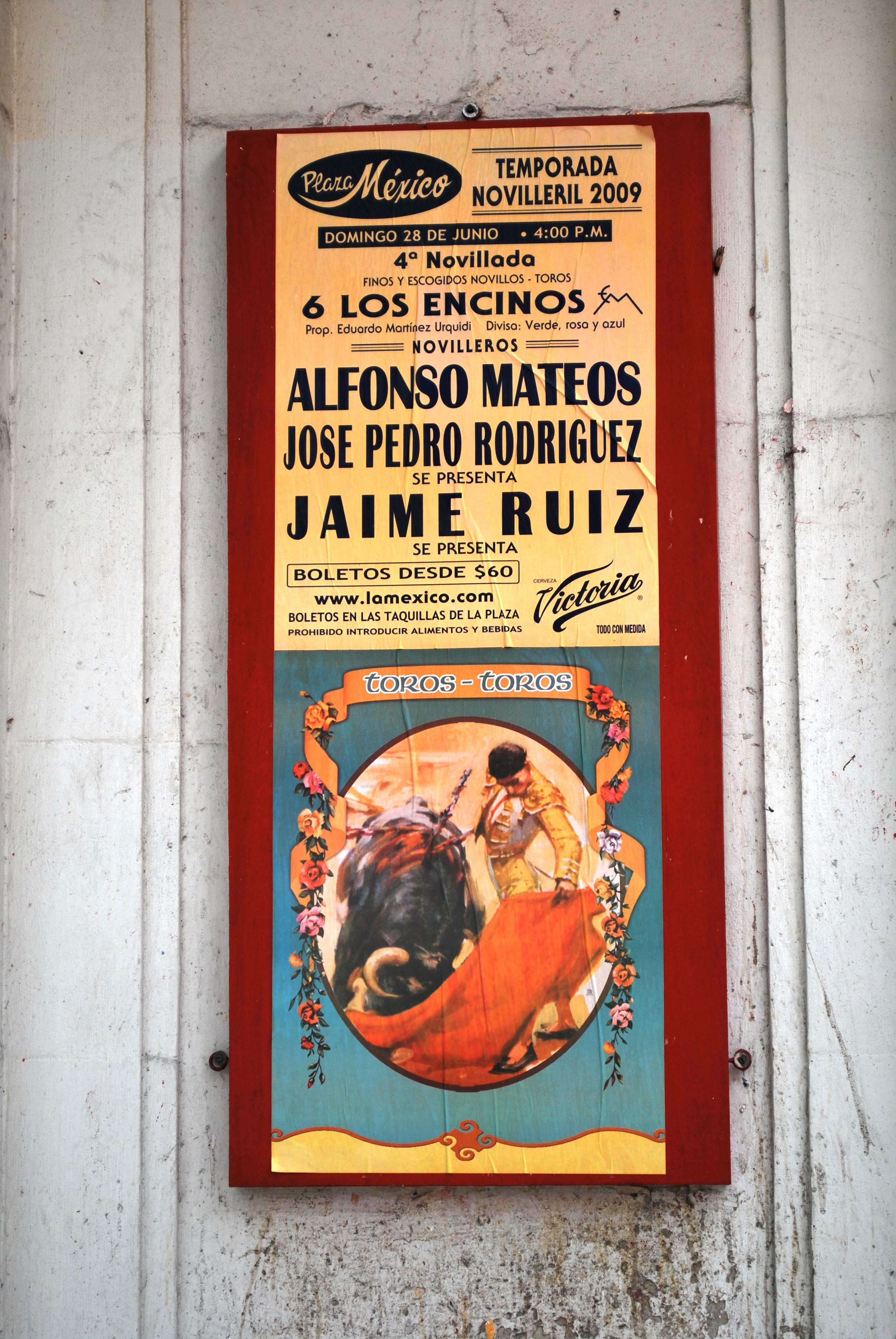
Un cartel mexicano para una novillada (2009)

Un cartel de reclutamiento del ejército estadounidense, "El tío Sam te necesita" (1916).

Un cartel es un soporte de la publicidad.
Consiste en una lámina de papel, cartón u otro material que se imprime con algún tipo de mensaje visual (texto, imágenes y todo tipo de recursos gráficos) que sirve de anuncio para difundir una información, un evento, un bien económico (ya sea producto o servicio), una reivindicación o cualquier otra causa. Suelen formar parte de una campaña publicitaria más amplia. Si son de gran tamaño, se denominan valla publicitaria.
En distribución, los carteles o rótulos se colocan tanto en el interior de un local comercial como en su exterior o en el escaparate, con el fin de anunciar precios de artículos u ofertas en marcha. Los carteles también se utilizan para colocar el nombre de departamentos y secciones con el fin de orientar a la clientela. En ambos casos, suelen incluir el logotipo y los colores corporativos de la cadena de distribución.
Los carteles se usan en la mercadotecnia para divulgar y apoyar campañas comerciales dentro del establecimiento (como las rebajas o las promociones). Generalmente, se colocan pegados en las paredes, muebles o cabeceras de góndola, sobre pies metálicos o colgados del techo.
Los carteles también sirven para anunciar espectáculos o eventos culturales (conciertos, recitales, encuentros deportivos, películas de cine -cartel cinematográfico-, obras de teatro, ferias, exposiciones o corridas de toros -cartel taurino-).
En dichos casos, se encolan en las paredes de los edificios donde tendrán lugar el acontecimiento u otros lugares de la ciudad habilitados al efecto.
Además de la cartelería publicitaria, existe una larga tradición de cartelería de propaganda política, que se utiliza con profusión durante las campañas electorales, donde impresos de todo tamaño (folletos, carteles y vallas publicitarias) divulgan las fotos de los candidatos, el logotipo de los partidos y los eslóganes electorales. El cartelismo político fue especialmente importante en la primera mitad del siglo XX, sobre todo durante el periodo de entreguerras (1914-1918). El cartelismo bélico fue muy utilizado en ambas guerras mundiales.
Póster es una palabra castellana de origen inglés (poster, sin tilde), admitida en el DRAE como término para referirse a los carteles que han perdido su inicial función publicitaria para servir únicamente como medio de expresión artístico. Su plural es pósteres.
Como cartel, un póster es una impresión que tiene como soporte una lámina de papel de cualquier tamaño, diseñado para ser colocado en una pared o en una superficie vertical. En él se incluyen imágenes de cualquier tipo (grabados, dibujos o pinturas de cualquier técnica, fotografías, etc.), elementos gráficos y textos (cuya disposición y tipografía tienen una función particularmente importante). 
Principalmente son y han sido un medio de propaganda, protesta y para lanzar mensajes de todo tipo. También son usados para reproducir obras artísticas, resultando en una forma económica de decoración, que convierte a las obras de arte más famosas en objetos de consumo de masas. Otros sirven como recurso educativo en el entorno escolar.
Los carteles y pósteres antiguos o creados por artistas de fama, alcanzan en el mercado de arte altas cotizaciones, al ser de interés para el coleccionismo.
El cartel funda la publicidad exterior y es a su vez el origen de un lenguaje bimedia constituido por una imagen de alto impacto y un texto breve con la finalidad de persuadir al receptor; esta estructura del mensaje visual que surge en la segunda mitad del siglo XIX, aún es vigente ya que todos los medios de comunicación masiva basan su producción en esta fórmula, ya sea en publicidad multimedia o fija, digital o impresa, su impacto ha sido tal que las redes sociales hacen sus publicaciones en un muro, el cual es el soporte del cartel.
Todos los carteles tiene la intención de promocionar productos con la finalidad de que sean consumidos, se puede decir que el cartel informa y forma, informa sobre un objeto, evento o servicio y su vez forma a la sociedad al crear en el imaginario colectivo preferencia por marcas o actividades modificando su conducta; por otro lado para lograr su objetivo el cartel se puede clasificar por intención, en función del tipo de producto o servicio, dicha clasificación se constituye por cuatro grandes grupos; cartel social, cartel cultural, cartel político y cartel comercial, cada uno de estos tiene un fin muy específica, por lo cual se hace necesario mencionar su intencionalidad:
Cartel Social, tiene la intención de informar y formar a la comunidad sobre eventos, actividades o acciones en beneficio del bien común y de una mejor calidad de vida de la comunicación, ejemplo: carteles empleados en las zonas rurales para promocionar campañas de vacunación.
Cartel Cultural, Tiene la función de informar a la población sobre aquellos elementos que nutran el espíritu de los miembros del grupo, promocionan eventos de danza, teatro, deportivos, religiosos, por mencionar algunos; un ejemplo son los carteles para la difusión de la Feria Internacional del Libro de Guadalajara, FIL, que año con año se celebra en la ciudad de Guadalajara, Jalisco, México, con la intención de difundir la lectura en todos los sectores de la sociedad.
Cartel Político, su principal función es apoyar el desarrollo de la cultura política e ideológica sobre diversos tópicos relacionados con aspectos de índole doctrinal o políticos, un ejemplo claro son los carteles de reclutamientos militar durante la Primera Guerra Mundial, desarrollados por James Montgomery Flatt, otros casos vinculados a este tipo de productos gráficos son las campañas sobre posturas como el uso de drogas, aborto, uso de transgénicos, calentamiento global, etc. 
Cartel Comercial, este producto es el más difundido actualmente, ya que su intención es la de generar necesidades en las personas para que consuman ciertas marcas, satisfactores o productos que generen en la gente un estado emocional relacionado con la felicidad y vinculado al estatus principalmente, un ejemplo claro son los carteles de autos y bebidas gaseosas.

## Carteles o afiches. Cartelismo
La gran revolución del cartelismo llegó con la aplicación de la litografía y la utilización del color, que permitieron ilustrar de un modo vibrante y con mayor impacto. Se desarrolló primero en Francia, y en la última década del siglo XIX estaba extendido por toda Europa. Entre los cartelistas más notables estuvieron Alfons Mucha, Jules Chéret y Henri de Toulouse-Lautrec, cuyas creaciones se consideraban ya en la época como carteles artísticos.
En la década de 1960, con el pop art, los movimientos contraculturales y juveniles, se utilizaron ampliamente los carteles y pósteres. Entre los de mayor trascendencia estuvieron los producidos por estudiantes franceses en Mayo del 68.

## Cartel de propaganda, bélico o político
Desde la Primera Guerra Mundial los carteles de reclutamiento y de propaganda política se volvieron muy comunes, y muchos persistieron en las conciencias nacionales, como el estadounidense I Want You (El Tío Sam te necesita), o el británico Loose Lips Sink Ships (Hablar sin cuidado hunde barcos), que advertía de los espías. Los totalitarismos del periodo de entreguerras (Unión Soviética, Italia fascista, Alemania nazi) utilizaron el cartel como un medio eficaz de adoctrinamiento de las masas. La guerra civil española presenció una emulación creativa de cartelistas en ambos bandos.

## Cheesecake poster
Las imágenes de pin-ups anónimas o famosas, como Betty Grable y Jane Russell, se reproducían incluso como decoración de bombas y aviones durante la Segunda Guerra Mundial, con el fin de elevar la moral de los soldados. Convertidas en pósteres (cheesecake poster o «póster de queso») pasaron a ser un objeto de consumo adolescente en las décadas siguientes, aunque para la época de la guerra de Vietnam ya había decaído su uso bélico. En su vertiente civil, vinculada al fenómeno fan, continuaron siendo comunes hasta la década de 1980 con las estrellas de la televisión estadounidense como Farrah Fawcett y Cheryl Tiegs.

## Cartel teatral
Este se presenta en posiciones de obras de teatro culturales, o de cambio a abierta al público en general...

## Cartel cinematográfico
Este es de los cines, o cinemas, este refleja la visualización de la película o cortometraje presentado al público en general.

## Cartel o póster de historieta ilustrada o dibujada
El resurgimiento de la popularidad de la historieta en la década de 1960, llevó a la producción masiva a partir de la década de 1970 en adelante. Estos carteles muestran una variedad de personajes en diferentes poses. El hecho de que los cómics sean un nicho en el mercado significa que un póster dado tiene una posibilidad de desarrollo, a diferencia de otros géneros de póster. De cualquier manera, estos carteles son también buscados por los coleccionistas.

## Cartel luminoso

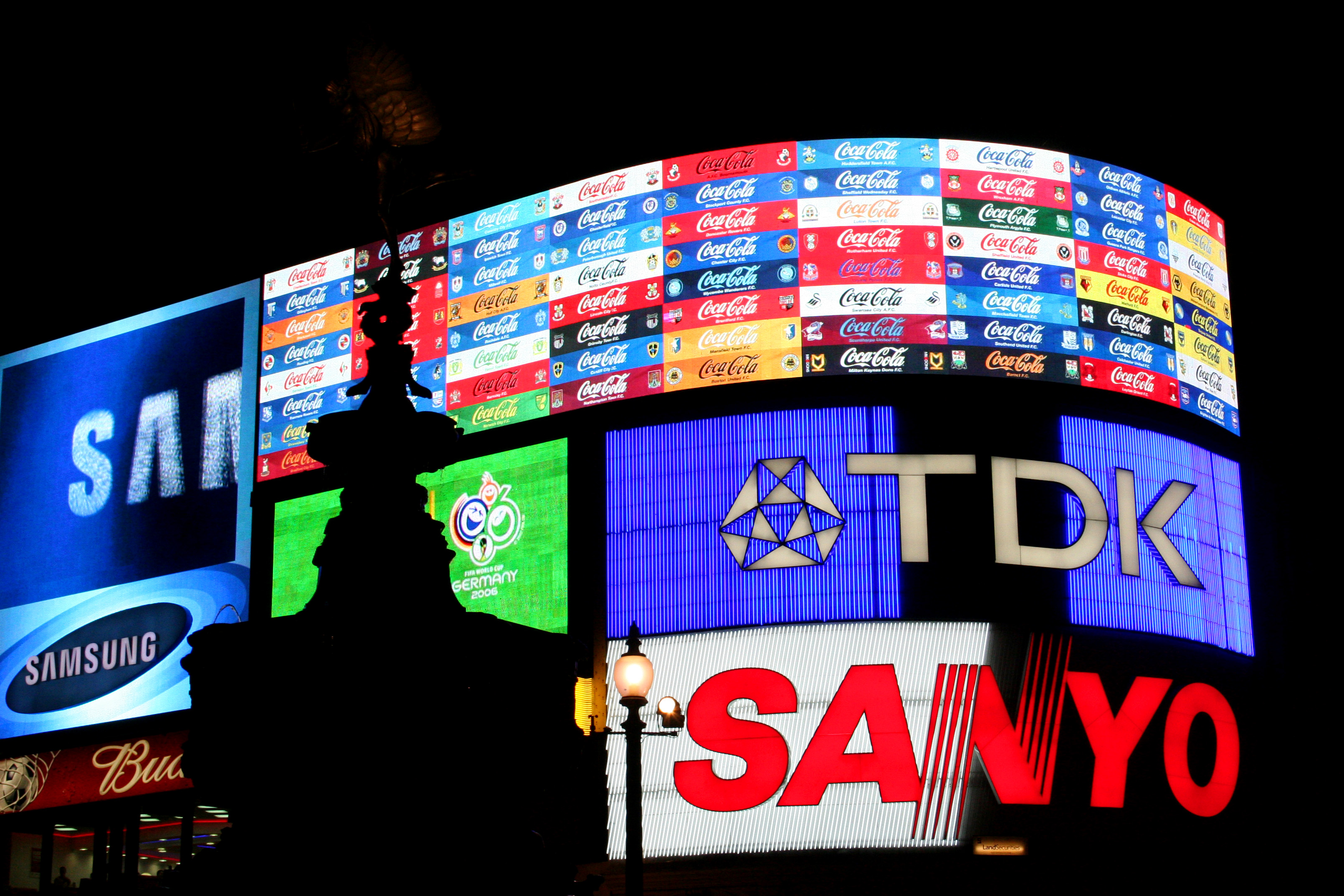
Carteles luminosos en Picadilly Circus, uno de los hitos urbanos de Londres.

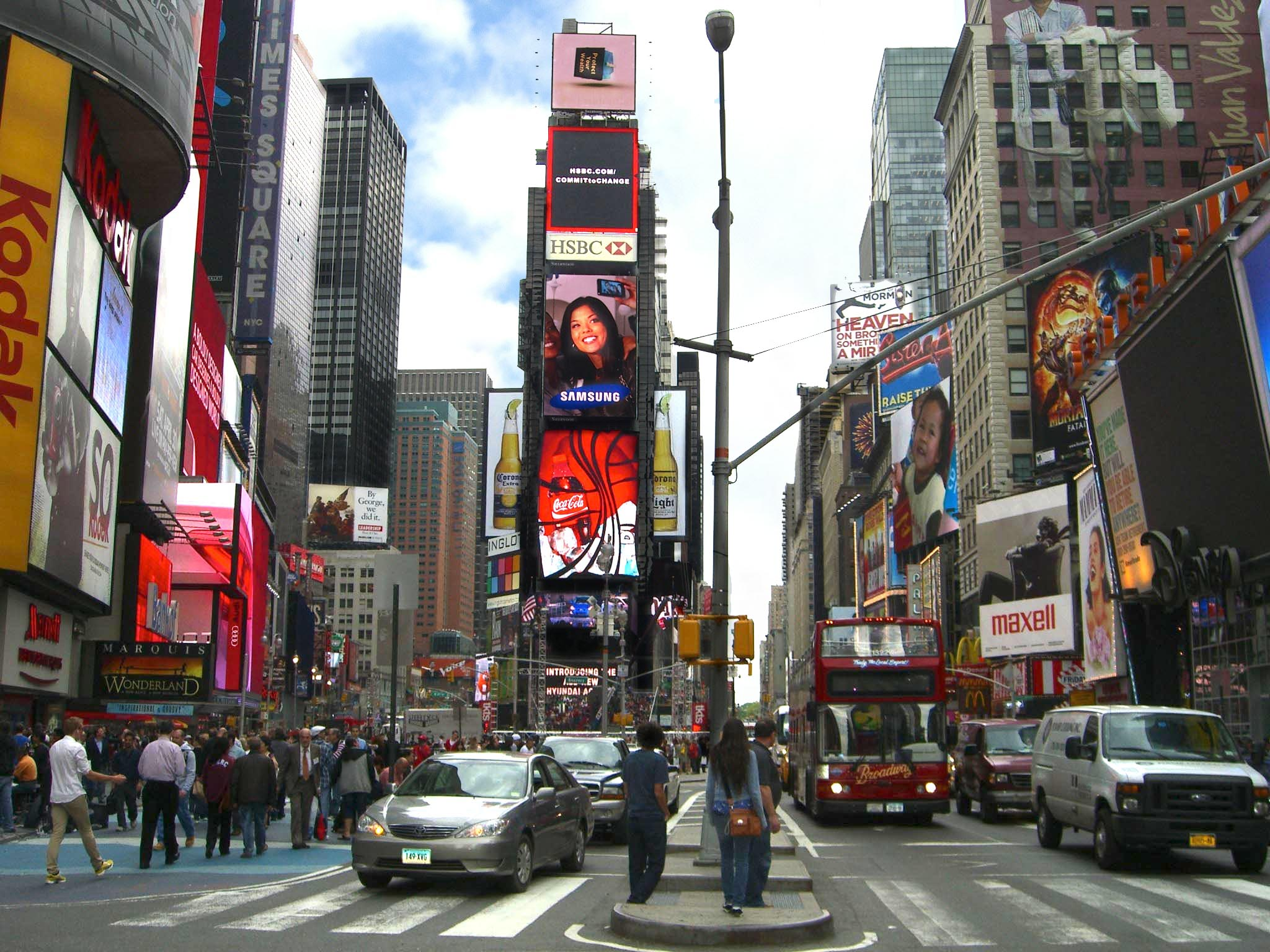
Carteles luminosos en Times Square, uno de los hitos urbanos de Nueva York.

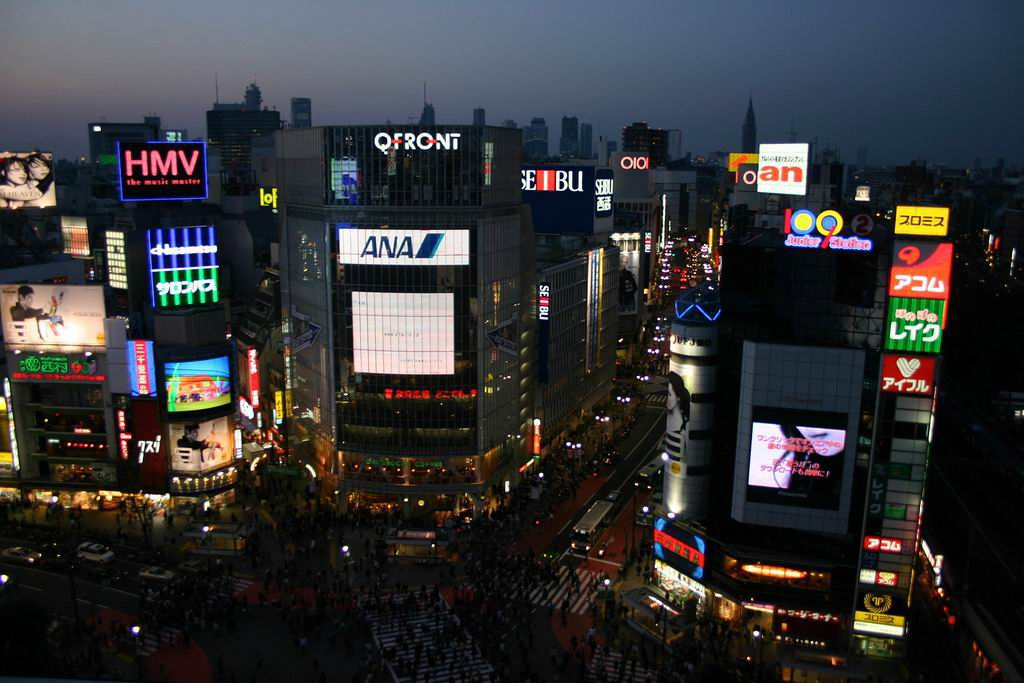
Anuncios luminosos en el cruce Shibuya, uno de los hitos urbanos de Tokio.

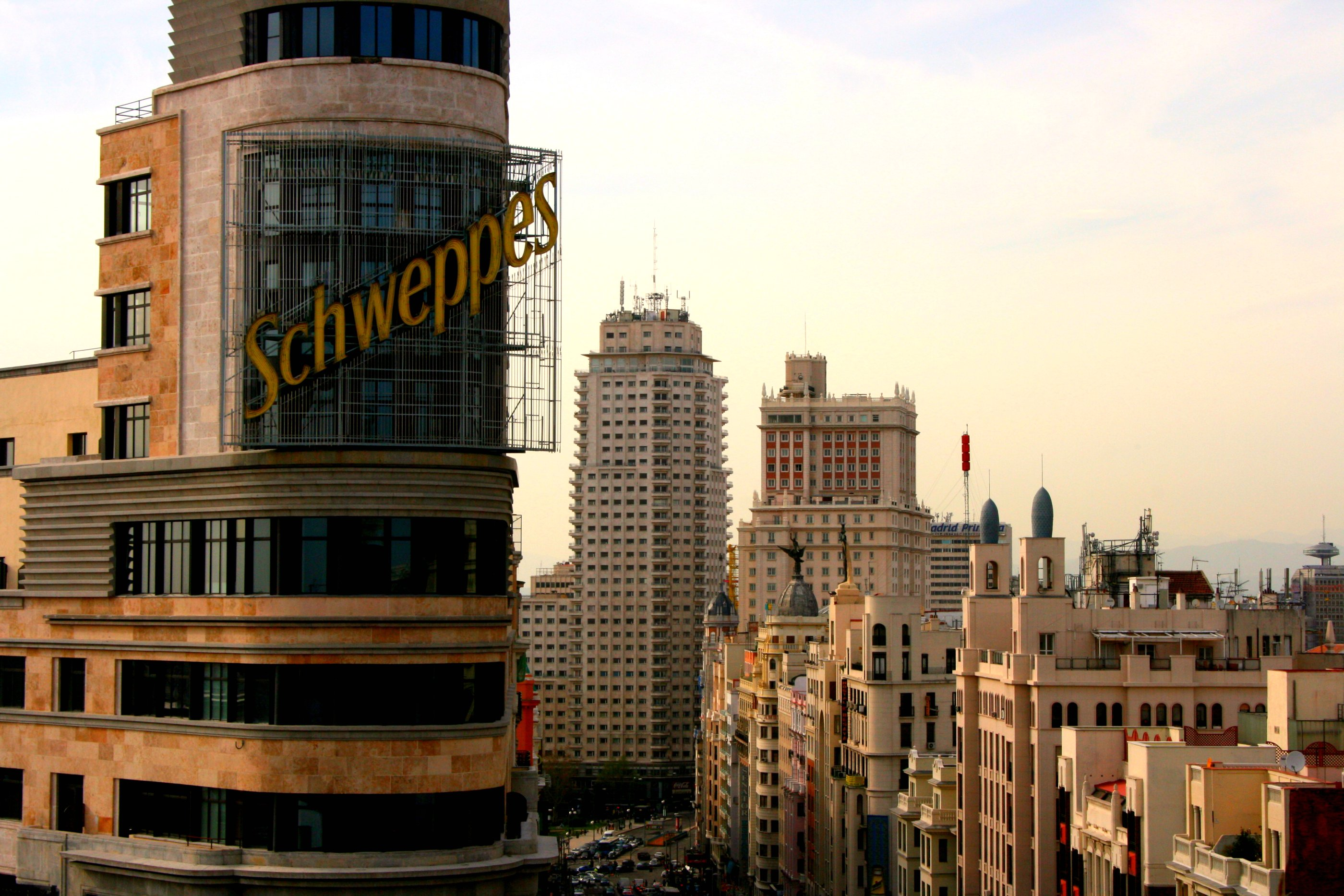
Estructura de las luces de neón del edificio Carrión, uno de los hitos urbanos de Madrid, que ha aparecido de forma destacada en varias películas (como El día de la bestia).

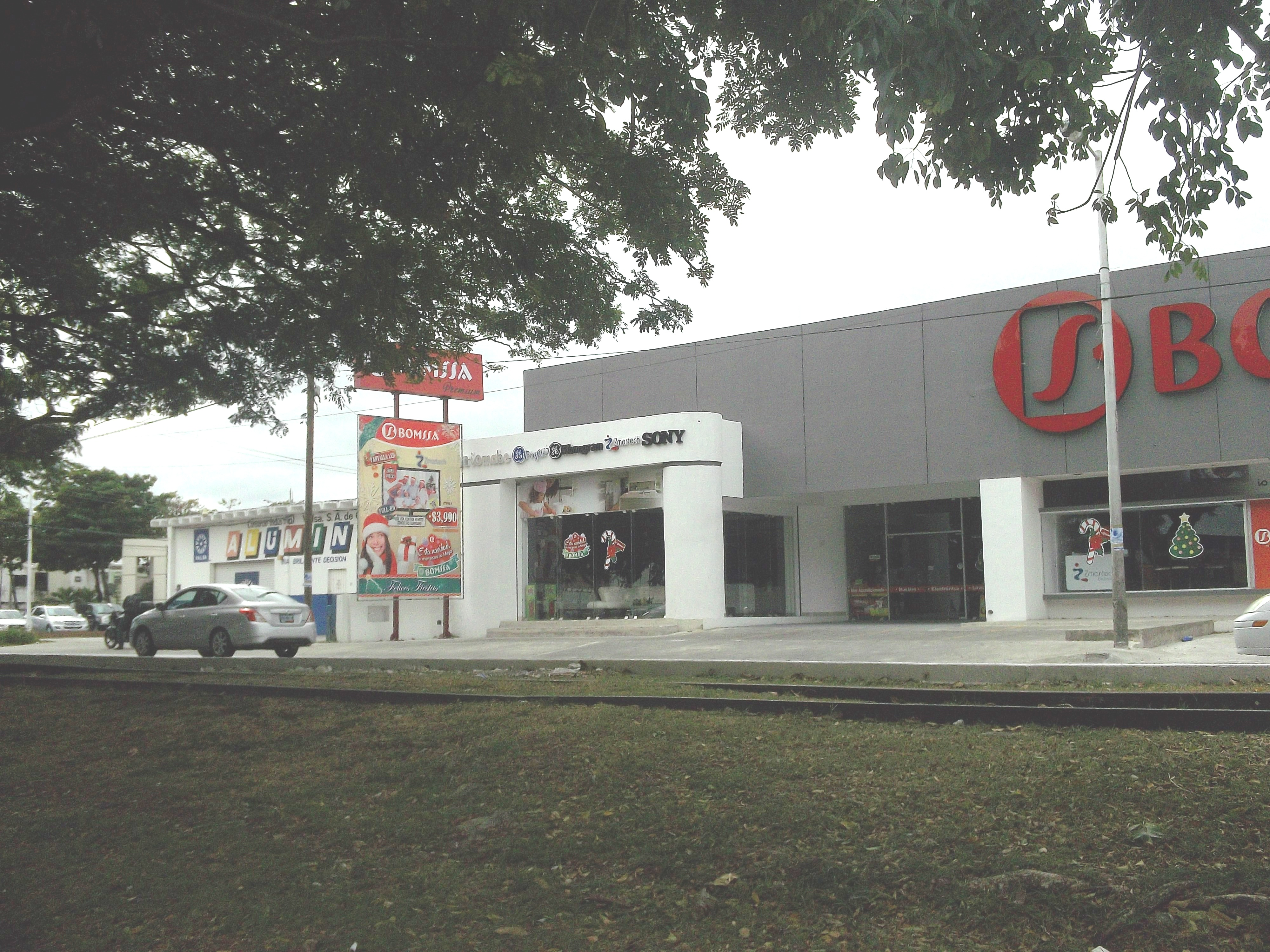
Carteles de ofertas navideñas.

Los carteles luminosos o anuncios luminosos, son carteles o letreros que se iluminan artificialmente. Tradicionalmente se restringía esa práctica al horario nocturno, en ausencia de luz natural; pero desde finales del siglo XX es habitual utilizarla también en horario diurno. Con anterioridad a la electrificación se utilizaban luminarias de aceite u otros combustibles, pero desde finales del siglo XIX la iluminación eléctrica es la dominante. El avance más espectacular fue la incorporación del tubo fluorescente con toda la variedad de colores (las llamadas "luces de neón", término que pasó a ser sinónimo de los carteles publicitarios luminosos o iluminación publicitaria), habitualmente para reproducir el logotipo, la marca y otros mensajes. Más recientemente se han incorporado todo tipo de recursos técnicos, como las pantallas gigantes para la reproducción de todo tipo de imágenes y textos, o incluso de programas de televisión.
Los carteles luminosos son propios de las fachadas de establecimientos si bien también se encuentran en su interior promocionando sus productos o servicios. Son especialmente habituales en bares y restaurantes de comida rápida en donde informan de los menús, precios, ofertas, etc. La iluminación de imágenes también se ha vuelto habitual gracias al perfeccionamiento de la reproducción fotográfica sobre policarbonatos y otros materiales.
Los carteles luminosos pueden colocarse en diferentes posiciones:
- pegados al muro o la fachada del establecimiento, generalmente sobre la puerta.
- perpendiculares a la fachada sujetos a ella por un soporte metálico. Sus luces superpuestas conforman el paisaje habitual de muchas avenidas comerciales en el mundo.
- formando esquina sobre la pared del establecimiento.
- independientes en forma de monolito luminoso.

Por tener el mismo principio, también se pueden considerar carteles a las imágenes iluminadas colocadas en el frontal de las máquinas expendedoras de bebidas, tabaco, alimentos, etc. y que se encuentran en numerosos establecimientos y lugares públicos.
Estadísticas demuestran que un cartel es totalmente visualizado en un lapso de 12 segundos, por lo que un cartel complejo y errado en su diseño sería aquel que demande más de ese tiempo en ser comprendido.[cita requerida]

También se realizan carteles sobre laminas imantadas, las cuales se utilizan sobre vehículos. Este tipo de cartelería no es permanente ya que permanece adherida a la chapa por el magnetismo que posee. No daña el vehículo y se puede intercambiar fácilmente.